# Gerres microphthalmus
Gerres microphthalmus és una espècie de peix pertanyent a la família dels gerrèids.

## Descripció
- Fa 12 cm de llargària màxima.[5]

## Hàbitat
És un peix marí, de clima temperat i pelàgic-nerític que viu fins als 20 m de fondària.

## Distribució geogràfica
Es troba al Pacífic nord-occidental: el sud del Japó.

## Observacions
És inofensiu per als humans.